# Reprezentacja uchodźców na Mistrzostwach Świata w Lekkoatletyce 2019

Prowizoryczna flaga reprezentacji uchodźców używana podczas relacji telewizyjnych.

Reprezentacja uchodźców na Mistrzostwach Świata w Lekkoatletyce 2019 – reprezentacja uchodźców podczas Mistrzostw Świata w Dosze liczyła 6 zawodników, którzy nie zdobyli medalu. Zawodnicy tej ekipy występowali pod specjalną flagą z akronimem "ART" (Athlete Refugee Team).

## Skład reprezentacji

### Kobiety
| Zawodniczka   | Konkurencja        | Eliminacje | Eliminacje | Półfinał | Półfinał | Finał | Finał   |
| Zawodniczka   | Konkurencja        | Wynik      | Pozycja    | Wynik    | Pozycja  | Wynik | Pozycja |
| ------------- | ------------------ | ---------- | ---------- | -------- | -------- | ----- | ------- |
| Rose Lokonyen | Bieg na 800 metrów | 2:13,39    | 40.        | NQ       | NQ       | NQ    | NQ      |

### Mężczyźni
| Zawodnik                      | Konkurencja                        | Eliminacje | Eliminacje | Półfinał | Półfinał | Finał | Finał   |
| Zawodnik                      | Konkurencja                        | Wynik      | Pozycja    | Wynik    | Pozycja  | Wynik | Pozycja |
| ----------------------------- | ---------------------------------- | ---------- | ---------- | -------- | -------- | ----- | ------- |
| Dominic Lokinyomo Lobalu      | Bieg na 1500 metrów                | 3:48,98    | 42.        | NQ       | NQ       | NQ    | NQ      |
| Jamal Abdelmaji Eisa Mohammed | Bieg na 5000 metrów                | 14:15,32   | 32.        | —        | —        | NQ    | NQ      |
| Tachlowini Gabriyesos         | Bieg na 5000 metrów                | 14:28,11   | 34.        | —        | —        | NQ    | NQ      |
| Fouad Idbafdil                | Bieg na 3000 metrów z przeszkodami | 9,30,17    | 44.        | —        | —        | NQ    | NQ      |
| Otmane Nait Hammou            | Bieg na 3000 metrów z przeszkodami | DNF        | DNF        | —        | —        | NQ    | NQ      |